# Ma che cosa è quest'amore
Ma che cosa è quest'amore? è uno sceneggiato televisivo, prodotto dalla Rai nel 1979, diretto da Ugo Gregoretti e adattato, ad opera di Pier Benedetto Bertoli, dall'omonimo romanzo umoristico (1927) dello scrittore italiano Achille Campanile.

## Descrizione
Il formato originario è quello della miniserie televisiva composta da due puntate, che vennero trasmesse in prima visione da Rai 1 dal 6 novembre all'8 novembre 1979. Nel corso dell'opera si ricorre all'effetto speciale del chroma key, all'epoca di recente introduzione in TV. Nel 2016 anche l'edizione teatrale con la regia di Ugo Gregoretti fu filmata e trasmessa stavolta da Rai 3.

## Trama
La storia inizia con uno schiaffo dato e ricevuto sulla linea Roma-Napoli, sotto una buia galleria, in uno scompartimento ferroviario dove ci sono più passeggeri con il nome di Carlo Alberto e una intrigante signora, Lucy. I signori affermano tutti di aver ricevuto lo schiaffo. Tutti però mentono, perché nessuno l'ha ricevuto davvero, né la misteriosa Lucy l'ha mai dato veramente.
Il resto della vicenda si sviluppa, come del resto era nelle intenzioni dell'opera prima di Campanile, in una sorta di parodia degli stereotipi dell'amore romantico, sullo sfondo da "giallo umoristico".

## Premi
La miniserie vinse a Lecce il Premio Italia 1979 (31ª edizione).

## Curiosità
Roberto Benigni appare sul piccolo schermo per la terza volta in una miniserie TV, scelto prima ancora di essere scoperto da Marco Ferreri.